# Oriane Ondono
Oriane Ondono (* 14. April 1996 in Alfortville) ist eine französische Handballspielerin.

## Karriere

### Im Verein
Oriane Ondono spielte von 2016 bis 2021 für CJF Fleury Loiret Handball. 2021 wechselte sie zu Nantes Atlantique Handball. Seit Sommer 2024 steht sie bei Brest Bretagne Handball unter Vertrag.

### In Auswahlmannschaften
Mit der französischen Nationalmannschaft nahm sie an der Weltmeisterschaft 2021 teil, musste jedoch aufgrund einer Verletzung abreisen und absolvierte kein Spiel im Turnier. Weiter stand sie im Kader für die Europameisterschaft 2022 und belegte dort den 4. Platz, nachdem sie im Spiel um Platz 3 an Montenegro scheiterten. Mit Frankreich gewann sie die Weltmeisterschaft 2023, wobei sie nur ein Spiel absolvierte und 4 Tore erzielte. Bei den Olympischen Spielen in Paris gewann sie die Silbermedaille.
Ondono lief ebenfalls für die französische Beachhandballnationalmannschaft auf. Bei der Europameisterschaft 2017 belegte sie mit Frankreich dem 9. Platz.